# Orthocladius ater
Orthocladius ater är en tvåvingeart som först beskrevs av Goetghebuern 1955.  Orthocladius ater ingår i släktet Orthocladius och familjen fjädermyggor.
Artens utbredningsområde är Grönland. Inga underarter finns listade i Catalogue of Life.